# Alex Zarak
Alex Zarak Risi (Lima, siglo XX) fue un ingeniero agrónomo, funcionario público y político peruano. Fue ministro de Agricultura (1959-1961) y de Hacienda (1961-1962) durante el segundo gobierno de Manuel Prado Ugarteche. Fue también director del Banco Central de Reserva del Perú.

## Biografía
Nació en Lima. Hijo de Nikolás Zarak y Carolina Risi. Su padre fue un inmigrante croata, fundador de la Compañía Casapalca y dueño de tierras agrícolas en Huánuco y Oxapampa.
Ingresó a la Escuela Nacional de Agricultura y Veterinaria (actual Universidad Nacional Agraria La Molina) y se recibió de ingeniero agrónomo. Fue director de la Sociedad Nacional Agraria, accionista de Pesquera Huáscar S.A. y director del Banco de Desarrollo Agrícola.
El 21 de julio de 1959, durante el segundo gobierno de Manuel Prado Ugarteche juró como ministro de Agricultura, formando parte del Consejo de Ministros encabezado por Pedro Beltrán Espantoso, que era a la vez ministro de Hacienda y Comercio.
El 22 de noviembre de 1961, tras la renuncia de Beltrán a la presidencia del Consejo de Ministros y al ministerio de Hacienda, Zarak dejó la cartera de Agricultura y pasó a ser titular de la de Hacienda. La presidencia del Consejo de Ministros y el ministerio de Agricultura recayó entonces en Carlos Moreyra y Paz Soldán. Zarak continuó las políticas básicas de Beltrán, que habían logrado la estabilización de la economía del país.
A la cabeza del ministerio de Hacienda se mantuvo hasta el final del gobierno de Prado, que sucumbió ante el golpe de Estado perpetrado por las Fuerzas Armadas, el 17 de julio de 1962.
En 1966, los bancos comerciales con sede en Lima lo eligieron como miembro del Directorio o director del Banco Central de Reserva del Perú, para el periodo 1967-1968. El presidente del Directorio era entonces Fernando Schwalb López-Aldana.

## Condecoración
- Caballero Gran Cruz de la Orden del Mérito de la República Italiana (1960)[13]